# Gölenkamp
Gölenkamp község Németországban, Alsó-Szászországban, Bentheim-Grafschaft járásban. Lakosainak száma 592 fő (2023. december 31.).

## Földrajza
Gölenkamp Hoogstede és Wilsum községekkel határos.